# محاصره قلعه یوشیدا
محاصره قلعه یوشیدا (انگلیسی: Siege of Yoshida Castle) محاصره‌ای بود که در پی نبرد تاکدا کاتسویوری در برابر نیروهای توکوگاوا ایه‌یاسو در طول دوره سنگوکو (۱۴۶۷–۱۶۰۳ میلادی) در تاریخ ژاپن انجام شد. این محاصره یکی از نبردهای بسیار خاندان توکوگاوا و خاندان تاکدا بود.